# 中英平等新約

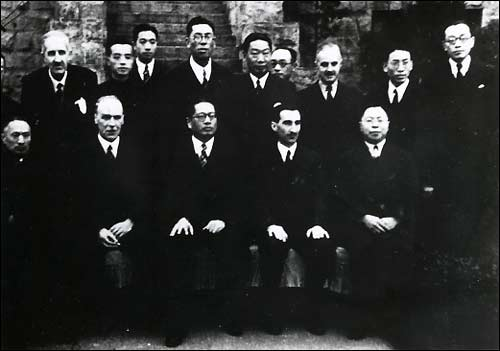
签署协议的代表团人员。第一排从左到右分别为：顾维钧，薛穆，宋子文，黎吉生，以及吴国桢。

《中英关于取消英国在华治外法权及处理有关特权条约》（简称《中英平等新约》（英語：Sino-British New Equal Treaty），是中国和英国政府在1943年1月11日于重庆签署的一份双边协议。正式名称为《联合王国及印度国王陛下和中华民国国民政府主席阁下关于放弃在中国治外法权有关事项的规定的条约》。
根据此条约，英国政府放弃在中国拥有的任何特权。这被视为是对于中国政府加强在第二次世界大战中与同盟国的合作的一种安抚性行为。同日，美国与中国也达成了类似协议。
协议的正式批准被修改到1943年5月20日，同一天协议正式生效。它于1944年9月30日在国际联盟条约汇编中注册。

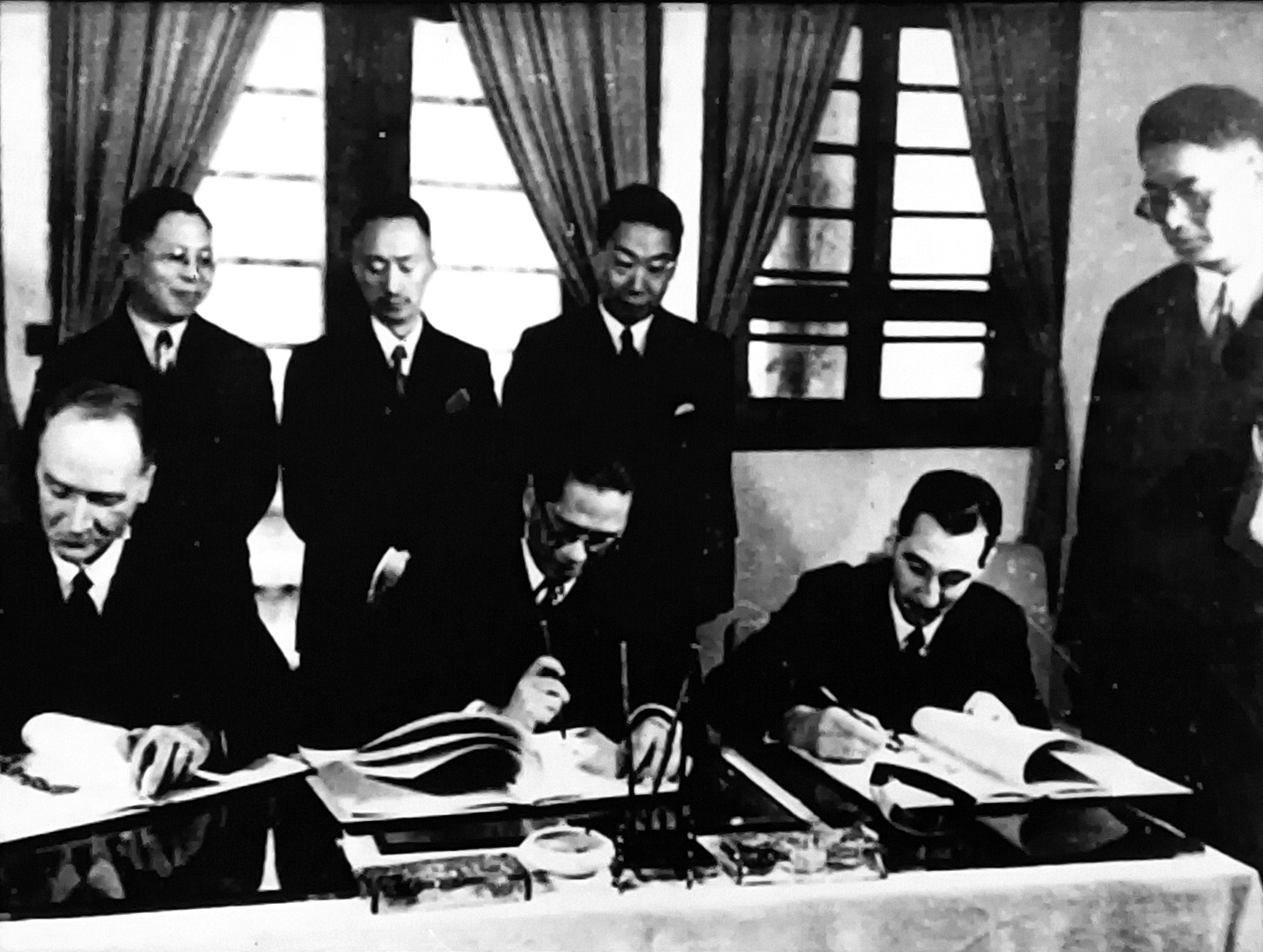
1943年1月11日，中英两国代表在重庆签订《中英平等新约》

## 背景

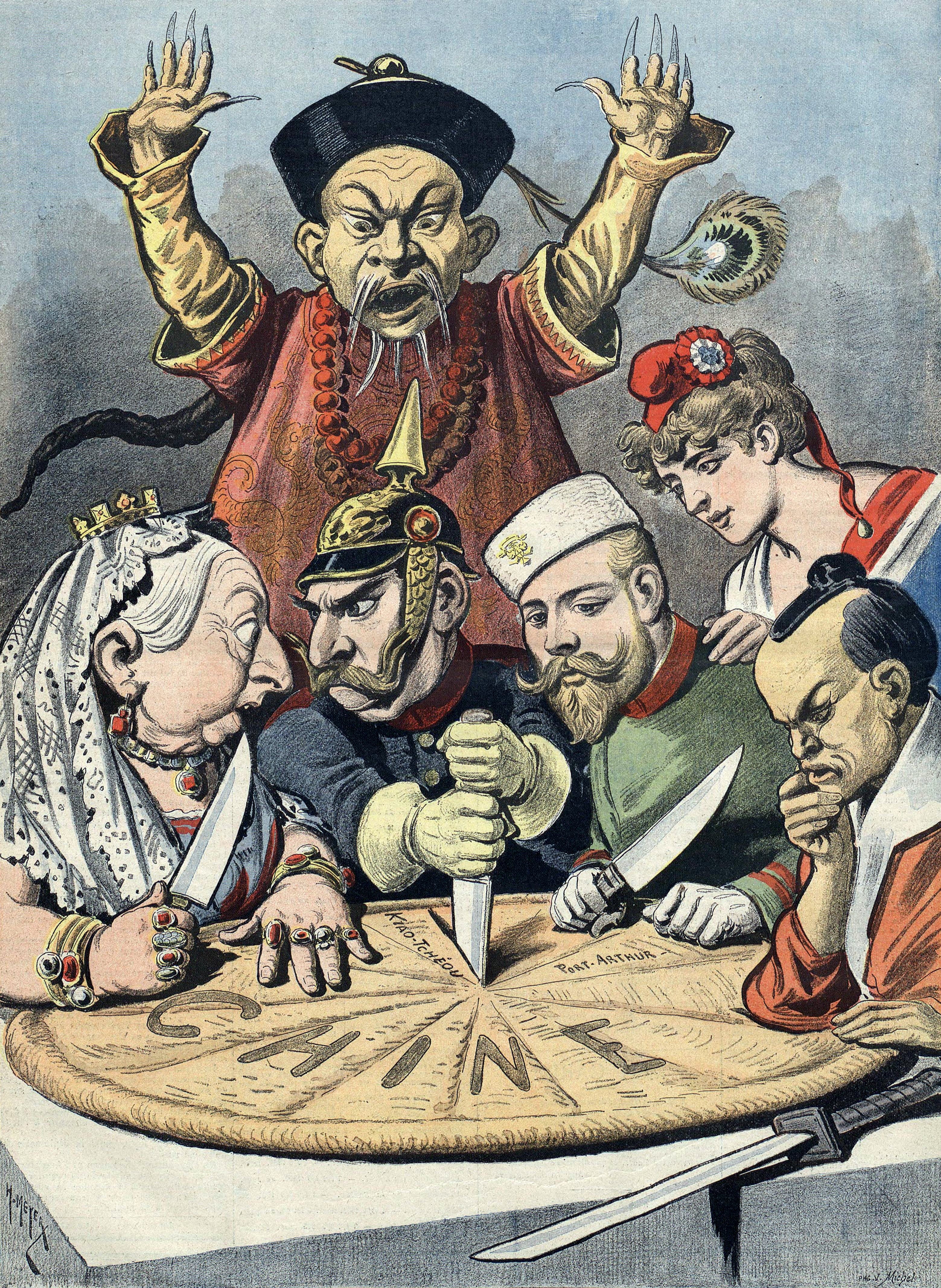
“中国 - 帝王的蛋糕”漫画描绘了英国，德国，俄罗斯，法国和日本正瓜分中国

自1842年缔结《南京条约》以来，英国政府在中国享有治外法权，主要包括了英国公司在中国的商业权利和英国公民在华的治外法权。英国公民只能因犯罪被起诉，或向英国领事法院、英国在华及在日最高法院提起民事诉讼。
对于修改在中国治外法权条件的需求，源于在第二次世界大战期间日本于1937年对中国的侵略，及后期日本開始向南洋英國殖民地進軍，中、英、美急需军事合作的严峻形势。
1940年7月18日，英国首相丘吉尔在国会宣布，一旦世界和平达成，英国政府打算放弃在中国的治外法权。1941年12月太平洋战争爆发后，这个问题再次被提出，并且此时英国的立场受到了美国立场的极大影响，美方在1942年3月，为改善两国关系并得到中国支持，国务院官员就修改与中国政府达成的现有协议这一需求达成一致。
1942年4月25日，英国政府在给美国政府的一份备忘录中阐明了对此事的立场，其中同意原则上废除域外管辖权，但建议将这方面的谈判推迟到战争结束。1942年5月6日，美国政府对英国的备忘录作出回应，称目前也不希望立即废除在中国的治外法权，但如果中国政府就此接洽，美国政府会考虑現在就这样做。1942年8月27日，美国国务卿赫尔建议，如果放弃治外法权的谈判开始，条约应包括下列条款：
1. 废除1901年《辛丑条约》和上海国际结算。
2. 解决因停止北京外交使馆区而引起的法律问题。
3. 新的法律安排需要即将出台，以便在新政策下保留部分外国在华财产。
4. 给予在美国的中国公民与在中国的美国公民类似的权利。
5. 中美领事代表互惠原则。
6. 在战争结束后6个月开始就全面的新贸易条约进行谈判。
7. 根据国际法准则解决在华美国人权利的一切争端。

英国政府起初并不接受赫尔的提议，但美国政府开始向伦敦施压，要求伦敦立即与重庆展开谈判，美方開始担心起等到战争结束后，中国公众压力会更大，会对美国和英国政府采取更强硬的立场。故1942年10月3日，美国政府根据赫尔8月27日的提议，向英国政府提交了一份美中条约草案。
1942年8月，蒋介石日本事务顾问王本深（音译）与英国驻重庆大使馆馆员的一次谈话，首次表明中国希望废除治外法权。这位中国顾问表示，中国政府希望废除上海的治外法权，并愿意给予在上海的英国公司一些特殊地位。
在美国的压力之下，英国政府于1942年10月初同意与中国政府就废除治外法权的问题进行谈判，并于10月9日正式通知中国政府此方面的倡议。1942年10月28日，英國駐華大使薛穆正式談判《中英平等新約》。:2
谈判最终导致了1943年1月中国和英国及美国签订了两个类似的条约，使其放弃在中国的治外法权。

## 协议条款
该条约的措辞与赫尔在1942年8月27日提出的建议相似，它言简意赅，以便在战争结束后能够达成更详细的协议。
- 第一条：规定本条约适用于大英帝国和中华民国的所有领土。
- 第二条：废除所有英國政府在中國領土內對英国人民及公司之管轄權（即治外法權）。
- 第三条：废除1901年9月7日的《辛丑条约》。并承诺今后協助恢复中国政府对北平使馆区的控制（这一规定主要是象征性的，因为当时北平处于日本占领之下），惟英方將可繼續使用北平駐華使館。
- 第四条：承诺終止英国在上海、廈門、天津和廣州（当时均处于日本占领下）四個租界之行政與管理。
- 第五条：確認英國人民及公司在華原有不動產之權利，不得取消作廢。
- 第六条：確認雙方人民於對方領土旅行居住及經商之權利。
- 第七条：规定雙方領事權限，及保障領事探視被捕之本國人民之權利。
- 第八条：规定新的商业条约谈判应在战争结束后六个月內开始。
- 第九条：规定条约互換批准書之日生效。

## 紀念
1945年7月，中華民國郵政總局發行平等新約紀念郵票，紀念中、英、美3國簽訂平等新約。

## 擱置香港問題
顧維鈞曾爭取收回「九龍租借地」（即英屬香港的新界），但最終却不了了之。蔣介石在此事的取態被早期文獻認為是「軟弱」，後來學者認為是務實。

## 另見
- 香港前途問題